# Velo Veronese
Velo Veronese (cimbri Vellje-Feld) és un municipi italià, dins de la província de Verona.
És un dels municipis de la minoria alemanya dels cimbris, resultat d'una ona d'imigració als segles xii i xii. Ecara que s'hi ha perdut la llengua mantenen moltes tradicions. L'any 2007 tenia 801 habitants. Limita amb els municipis de Badia Calavena, Roverè Veronese, San Mauro di Saline i Selva di Progno.